# Jacques Coomans
Jacques Coomans (Magnée, 3 de novembre de 1888 - Lieja, 1 de setembre de 1980) va ser un ciclista belga que va córrer en els anys anteriors i posteriors a la Primera Guerra Mundial, al segle xx. Destaca una sisena posició final al Tour de França de 1919.

## Palmarès
- 1910
  -  Campió de Bèlgica amateur
  - 1r a la Volta a Bèlgica d'amateurs
  - 1r a l'Etoile Caroloregienne
- 1911
  - 1r a la Brussel·les-Lieja
- 1912
  - 1r a la Brussel·les-Oupeye

### Resultats al Tour de França
- 1912. 17è de la classificació general
- 1913. Abandona (7a etapa)
- 1914. 18è de la classificació general
- 1919. 6è de la classificació general
- 1920. Abandona (4a etapa)
- 1921. Abandona (6a etapa)
- 1925. Abandona (3a etapa)